# Устав од седамнаест чланова
Устав од седамнаест чланова (јап. 十七条憲法), први јапански писани законик, састављен око 604. године на двору краљевине Јамато. Састављен под очигледним конфучијанским и будистичким утицајем из Кине (династија Суи) и Кореје, овај први законик приписује се принцу Шотоку (574–622), савладару царице Суико (554–628).

## Одредбе
Иако се назива првим јапанским уставом, овај законик заправо је био скуп етичких принципа. Многе одредбе имају изразито конфучијански карактер. Прва одредба гласи: „Хармонија треба да се цени. . . . Кад су они горе сложни, а они испод су пријатељски, исправни погледи на ствари спонтано добијају прихватање.” Исто важи и за чланке који су захтевали „савесну“ послушност царским наредбама, „пристојно понашање“, избегавање прождрљивости и избор „мудраца“ за владаре.
У исто време, неколико опомена има изразито локални карактер—изјава, на пример, „господар је небо“, и инсистирање да службеници „рано ујутру иду у двор, а касно одлазе на спавање“, пошто је „цео дан једва довољан” да се заврше државни послови.
Приметно је и одсуство кинеских концепата као што је неопходност владања по „небеском мандату” (допуштењу неба) и регрутовање званичника путем испита. што показује независан ум са којим су владари Јаматоа примењивали кинеске моделе. Кинески утицаји додали су ауторитет тек формираном јапанском двору, али његови темељи остали су у локалној јапанској култури и обичајима.